# Lyonel-Feininger-Gymnasium
Das Lyonel-Feininger-Gymnasium ist ein Gymnasium in der Gemeinde Mellingen im Landkreis Weimarer Land im Freistaat Thüringen. Der zweite Schulteil für Klassenstufen 5 bis 10 befindet sich in Berlstedt. Benannt wurde es nach dem deutsch-amerikanischen Künstler Lyonel Feininger, der Mellingen besucht hatte und dort auch Motive zum Malen fand.

## Schulprofil
Im mathematisch-naturwissenschaftlich profilierten Gymnasium sollen die Schüler in der Tradition des Weltbildes des Bauhauses zur Offenheit, Praxisnähe, Kreativität, Experimentierfreudigkeit und Internationalität erzogen werden. Als Fremdsprachen werden Englisch, Französisch, Latein und Russisch angeboten. Die Schule bietet das Abitur nach zwölf Schuljahren an (G8).
Das Schicksal des Namensgebers in Deutschland gibt dabei Anlass zu einer besonders kritischen Auseinandersetzung mit der NS-Vergangenheit. So wurde anlässlich des 74. Jahrestages der Befreiung des KZ Buchenwald, das zwanzig Kilometer von der Schule entfernt ist, der Überlebende Raymond Renaud zu einem Zeitzeugengespräch eingeladen.
Die Schule ist eine der nur 45 Schulen Thüringens, die Mitglied im Netzwerk Schule ohne Rassismus – Schule mit Courage sind. Die Patenschaft übernahm die ehemalige Ministerpräsidentin Christine Lieberknecht.
Nachdem sich die Stadt Weimar 2012 nicht zu einer Ehrenbürgerschaft des damals noch lebenden KZ-Buchenwald-Überlebenden und politischen Aktivisten Stéphane Hessel durchringen konnte, organisierte die Schule 2017 zu seinem 100. Geburtstag die Ausstellung Gegen das Vergessen zum 100. Geburtstag von Stéphane Hessel in der Schlosskapelle Kromsdorf – zwei Jahre später wurde der Platz vor dem Bauhaus-Museum in Weimar als Stéphane-Hessel-Platz eingeweiht.

## Gebäude
Am Standort Mellingen wurde der Westflügel sowie die Verbindung der beiden großen Gebäudeteile generalsaniert. Alle Gebäude erhielten eine Fassadensanierung einschließlich neuer Dächer. Einen Überblick über die Gebäude am Standort Mellingen gibt der virtuelle Schulrundgang, welcher auf der Schulwebsite heruntergeladen werden kann.
2023 wechselte der Schulteil Buttelstedt nach Berlstedt und zog in das Gebäude der ehemaligen Regelschule ein.
Die Schule nutzt die Josef Baumgartner Dreifelderturnhalle in Großschwabhausen, die 2019 aufwändig saniert wurde, um die Sportunterricht in den höheren Klassen zu realisieren. 